# Communauté de communes de Seltz - Delta de la Sauer

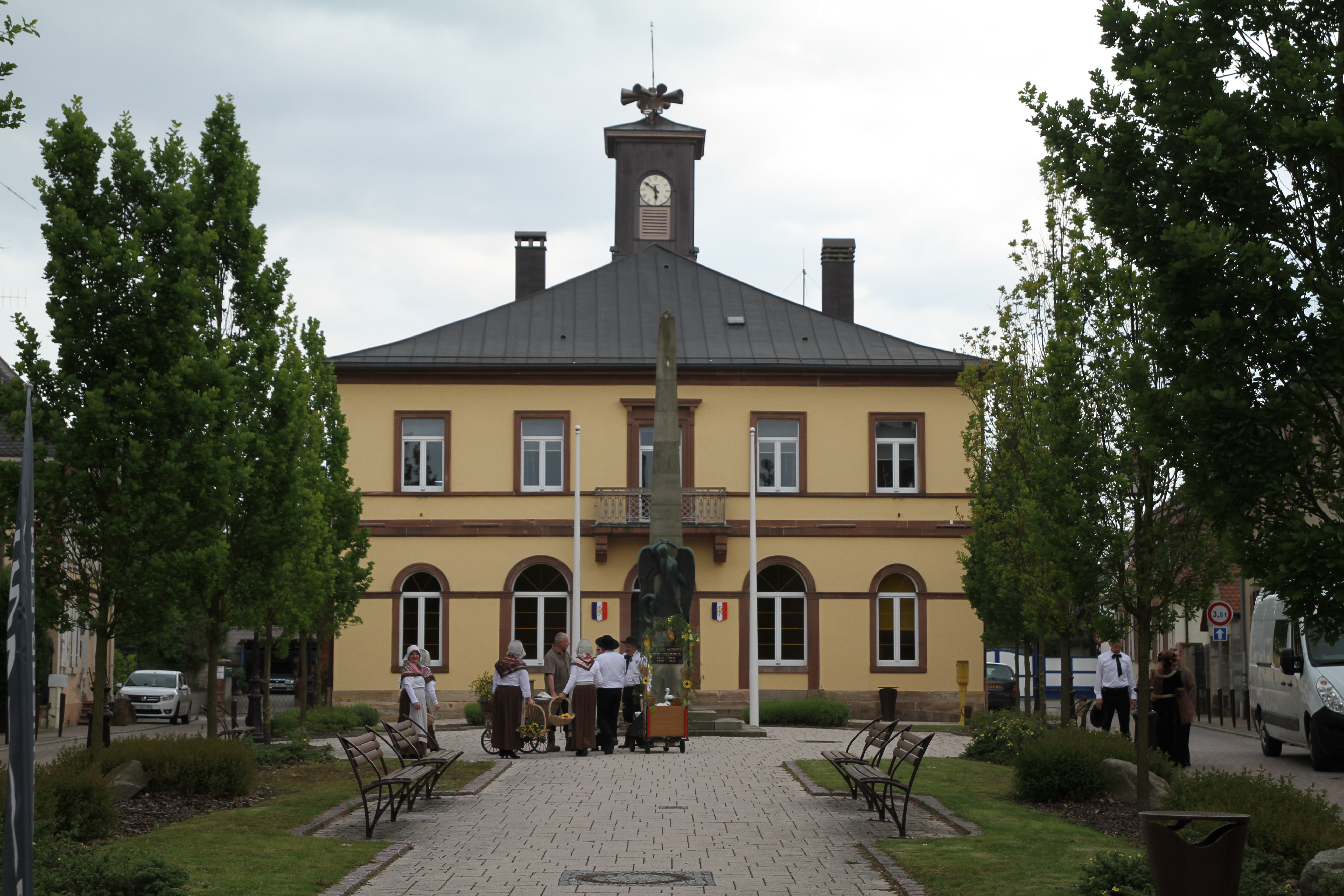
Communauté de communes de Seltz - Delta de la Sauer

La communauté de communes de Seltz - Delta de la Sauer est une ancienne structure intercommunale située dans le département du Bas-Rhin et la région Alsace et comptant 3 communes membres.

## Histoire
La communauté de communes de Seltz - Delta de la Sauer a été créée 31 décembre 1992. Elle se substitue au SIVOM Seltz-Munchhausen. Dans le cadre de réforme des collectivités territoriales, elle fusionne en 2014 avec la communauté de communes de la Lauter et la communauté de communes de la plaine de la Sauer et du Seltzbach pour former la communauté de communes de la Plaine du Rhin.

## Territoire communautaire

### Composition
La communauté de communes était constituée des 3 communes suivantes :
| Nom            | Code Insee | Gentilé         | Superficie (km2) | Population (dernière pop. légale) | Densité (hab./km2) |
| -------------- | ---------- | --------------- | ---------------- | --------------------------------- | ------------------ |
| Seltz (siège)  | 67463      | Seltzois        | 21               | 3 161 (2006)                      | 150                |
| Eberbach-Seltz | 67113      | Eberbachois     | 4,14             | 387 (2006)                        | 93                 |
| Munchhausen    | 67308      | Munchhausennois | 5,92             | 725 (2006)                        | 122                |

## Administration

### Siège
Le siège de la communauté de communes de Seltz - Delta de la Sauer était à Seltz, 10 place de la Mairie.

### Conseil communautaire
Les 12 conseillers titulaires étaient répartis selon le droit commun comme suit : 
| Nombre de délégués | Communes       |
| ------------------ | -------------- |
| 6                  | Seltz          |
| 4                  | Munchhausen    |
| 2                  | Eberbach-Seltz |

### Liste des présidents
| Période                                             | Période       | Identité       | Étiquette | Qualité                      |
| --------------------------------------------------- | ------------- | -------------- | --------- | ---------------------------- |
| SIVOM Seltz-Munchhausen                             |               |                |           |                              |
| Les données manquantes sont à compléter.            |               |                |           |                              |
| Communauté de communes de Seltz - Delta de la Sauer |               |                |           |                              |
| Les données manquantes sont à compléter.            |               |                |           |                              |
| avant 2009                                          | décembre 2013 | Hugues Kraemer | DVD       | Maire de Seltz (1995 → 2014) |